# Municipio de Santa Catarina Ixtepeji
El municipio de Santa Catarina Ixtepeji es uno de los 570 municipios del estado mexicano de Oaxaca. Su cabecera es la localidad de Santa Catarina Ixtepeji.

## Geografía
El municipio de Santa Catarina Ixtepeji colinda al norte con los municipios de Teococuilco de Marcos Pérez, San Miguel del Río, Santa María Jaltianguis e Ixtlán de Juárez; al este con los municipios de San Juan Chicomezúchil y Santa Catarina Lachatao; al sur con el municipio de Tlalixtac de Cabrera; y al oeste con los municipios de San Andrés Huayapam, San Pablo Etla y Nuevo Zoquiápam.

## Localidades
El municipio de Santa Catarina Ixtepeji cuenta con 24 localidades.
| Localidad               | Población (2020) |
| ----------------------- | ---------------- |
| Santa Catarina Ixtepeji | 741              |
| El Punto                | 517              |
| Tierra Colorada         | 389              |

## Gobierno
El municipio de Santa Catarina Ixtepeji se rige mediante el sistema de usos y costumbres.
| Presidente municipal       | Periodo   |
| -------------------------- | --------- |
| Isaías Flores Juárez       | 1996-1997 |
| Crisóstomo Avendaño Montes | 1997-1998 |
| Gilberto Yescas Chávez     | 1999-2001 |
| Inocente Acevedo León      | 2002-2004 |
| Ricardo López García       | 2005-2007 |
| Eustorgio Santiago Acevedo | 2008-2010 |
| Jacobo Bautista Pacheco    | 2011-2013 |
| Mario Santiago Castellanos | 2013-2016 |
| Abraham Ríos Castellanos   | 2017-2018 |
| Román Gómez Ríos           | 2020-2021 |
| Ángel Cruz Gutiérrez       | 2023-2024 |